# Caradrina zermattica
Caradrina zermattica là một loài bướm đêm trong họ Noctuidae.